# Maddalena Nodari
Maddalena Nodari, detta Nene (Castel Goffredo, 9 maggio 1915 – Roma, 2 febbraio 2004), è stata una pittrice italiana.

## Biografia
È stata spesso definita “La signora del Chiarismo”.
Esponente del Chiarismo lombardo, inizia a dipingere a quindici anni sotto la guida del pittore Vindizio Nodari Pesenti (1879-1961), ma i suoi maestri sono stati Oreste Marini e Angelo Del Bon, che ospita a Castel Goffredo per brevi soggiorni artistici. I primi contatti con il mondo chiarista li ha con Giuseppe Facciotto, Umberto Lilloni, Carlo Malerba ed Ezio Mutti e con loro espone nel 1938 a Milano.
È presente a Mantova nel 1939 nella Mostra dei pittori, scultori e incisori mantovani dell'Ottocento e del Novecento. Partecipa nel 1939 al Primo Premio Bergamo nella Mostra Nazionale del paesaggio italiano e ancora nel 1941 al Premio Bergamo e nel 1950 al Premio Verona. Verso il 1950 conosce l'architetto Ugo Sissa, con il quale condivide le sue esperienze artistiche.  Espone al Premio di Pittura Brescia del 1952. Nel 1955 è alla VII Quadriennale Nazionale d'Arte di Roma. I temi preferiti di questi anni sono le figure e i fiori.
Viaggia molto in Medio Oriente e tra Francia e Spagna. A Roma incontra Giulio Turcato, Antonio Corpora, Piero Dorazio e Marino Mazzacurati ed è colpita dal loro astrattismo informale: abbandona il tema figurativo e inizia il periodo del forte cromatismo ripetitivo.
Negli anni ottanta espone a Mantova alla Casa del Rigoletto e nel 1986 il Museo d'Arte Moderna dell'Alto Mantovano di Gazoldo degli Ippoliti le dedica una mostra antologica. Nel 1990 e nel 1992 è presente a Palazzo Te a Mantova in due importanti rassegne: "Opere 1900-1945 del pittori mantovani" e "Arte a Mantova 1900-1950".
Nel marzo 2006 è ospite a Palazzo Te di Mantova, nella sezione dedicata al Chiarismo a Mantova, della mostra "Semeghini e il Chiarismo tra Milano e Mantova".
Dal 29 novembre 2015 al 29 gennaio 2016 Castel Goffredo, sua città natale, ha dedicato a Nene la mostra "NENE NODARI. Pittrice anticonformista tra Chiarismo e astrazione".

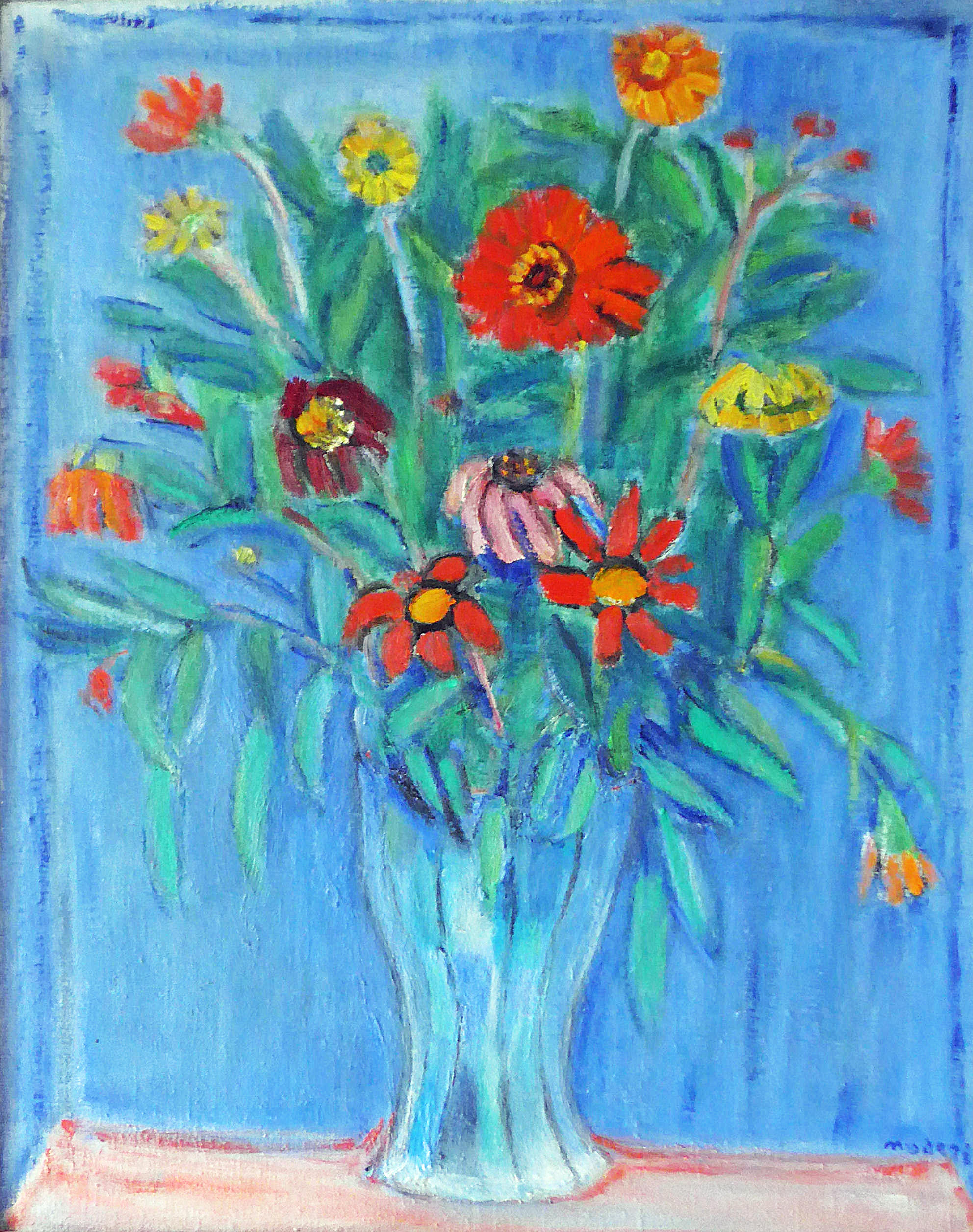
Zinnie, 1945-1950, Civica raccolta d'arte, Medole.

## Opere
- Natura morta, olio su tela, 38x46 cm, 1935 ca., Museo d'arte moderna e contemporanea dell'Alto Mantovano, Gazoldo degli Ippoliti
- Antica pieve tra gli olivi, china su carta, 27x37 cm, post 1936, Museo civico di Palazzo Te, Mantova
- Le sorelle, olio su tela, 120x90 cm, post 1938, Museo d'arte moderna e contemporanea dell'Alto Mantovano, Gazoldo degli Ippoliti
- Barca a Malcesine, olio su tela, 1941, Museo d'arte moderna e contemporanea dell'Alto Mantovano, Gazoldo degli Ippoliti
- Ritratto del pittore Angelo Del Bon, olio su tela, 47x57 cm, post 1946, Museo civico di Palazzo Te, Mantova
- Ritratto della sorella Riccarda, disegno su carta, 63x44 cm, post 1949, Museo civico di Palazzo Te, Mantova
- Paesaggio di Castiglione - Tramonto in collina, olio su tela, 60x50 cm, Museo d'arte moderna e contemporanea dell'Alto Mantovano, Gazoldo degli Ippoliti
- Zinnie, olio su tela, 50x61 cm, 1945-1950, Civica raccolta d'arte, Medole
- Fiori rossi, olio su tavola, 1955,  Museo d'arte moderna e contemporanea dell'Alto Mantovano, Gazoldo degli Ippoliti
- Senza titolo, olio su tela, 69x59 cm, post 1986, Museo d'arte moderna e contemporanea dell'Alto Mantovano, Gazoldo degli Ippoliti

## Mostre collettive
- III Quadriennale nazionale d'arte di Roma, 1939, Roma
- Premio Bergamo, 1939-1942, Bergamo[7]
- Collettiva dei pittori mantovani, 1945, Mantova
- I Mostra nazionale d'arte contemporanea, 1946, Milano
- Premio Marzotto, 1953, Roma
- VII Quadriennale nazionale d'arte di Roma, 1955-1956, Roma
- I Rassegna delle Arti Figurative Mantovane, 1967, Mantova
- I Paesaggisti Mantovani dal 1900 al 1950, 1979, Mantova
- Il Chiarismo Lombardo, 1986, Milano
- I Chiaristi, Milano e l'Alto Mantovano negli anni Trenta, 1996, Castiglione delle Stiviere, Medole, Volta Mantovana